# Jorge Páramo Pomareda
Jorge Páramo Pomareda (1928 - 2001), helenista, filólogo, lingüista y traductor colombiano.

## Biografía
Desde sus años de escolaridad, Páramo se interesó por la Grecia antigua y por el griego clásico, lengua que aprendió, entre muchas otras, de manera autodidacta, mientras trabajaba en el Instituto Caro y Cuervo, instituto en el cual afianzó su formación como filólogo, hizo importantes publicaciones y fue docente por muchos años. También fue investigador y profesor de griego antiguo, latín, lingüística general, lexicología y español de prestigiosas universidades bogotanas y miembro correspondiente de la Academia Colombiana de la Lengua. Fue asimismo traductor de poesía griega, y obtuvo el Premio a la Traducción de la Sociedad Helénica de la Literatura en 1995.